# Naoki Makino
Naoki Makino (jap. 牧野 直樹, Makino Naoki; * 11. November 1976 in der Präfektur Shizuoka) ist ein ehemaliger japanischer Fußballspieler.

## Karriere
Makino erlernte das Fußballspielen in der Schulmannschaft der Shizuoka Gakuen High School und der Universitätsmannschaft der Fukuoka-Universität. Seinen ersten Vertrag unterschrieb er 1999 bei den Verdy Kawasaki. Der Verein spielte in der höchsten Liga des Landes, der J1 League. Für den Verein absolvierte er zwei Erstligaspiele. Danach spielte er bei den Zweitligisten Ventforet Kofu (2002). Für den Verein absolvierte er vier Spiele.